# Tú y yo (telenovela)
Tú y yo (lit. Você e eu) é uma telenovela mexicana produzida pela Televisa e exibida entre 4 de setembro de 1996 a 21 de março de 1997, substituindo Cañaveral de pasiones e antecedendo No tengo madre, em 141 capítulos. 
Foi protagonizada por Maribel Guardia e Joan Sebastian, com participação antagônica de Olga Breeskin, Itatí Cantoral, Arleth Terán e Claudio Báez como os principais e Francisco Gattorno, Lola Merino e Sebastián Ligarde como os secundários.
Foi reprisada pelo TLNovelas entre 20 de dezembro de 2010 e 28 de junho de 2011.
Foi reprisada pela segunda vez em 2015 pelo canal TLNovelas.

## Elenco
- Maribel Guardia - Estela Díaz-Infante
- Joan Sebastian - Tomás Santillana
- Olga Breeskin - Lucrecia Álvarez Albarran
- Itatí Cantoral - Cassandra Santillana Álvarez
- Francisco Gattorno - Ricardo Vásquez
- Lola Merino - Alicia Santillana Díaz-Infante
- Sebastián Ligarde - Arturo Álvarez
- Claudio Báez - Roberto Álvarez Albarran
- Ramón Valdés Urtiz - Fernando Santillana Díaz-Infante
- Anahí - Melissa Álvarez
- Lourdes Munguía - Alejandra
- Maribel Fernández - Doña Graciela "Chelo" López Beristain
- César Bono - Ciriaco "El Toques"
- José Ángel García - Juan José Iturralde
- Carlos Miguel - Alfonso "Poncho"
- Anthony Álvarez - Carlos
- Anel - Laura/Elena Campos
- Juan Carlos Casasola - Gonzalo
- José Flores - Wilfredo Díaz
- María Montejo - Cleofas
- Galilea Montijo - Resignación
- Lisette Morelos - Linda López
- Cecilia Romo - Gudelia
- Rodrigo Ruiz - Imanol Velini
- Roberto Tello - El Coreano
- Arleth Terán - Bárbara Camacho Urrea
- Arath de la Torre - Javier Álvarez Albarran/Saúl Gutiérrez
- José Joel - Francisco "Paco" Vasquez
- Silvia Eugenia Derbez - Yolanda Vásquez
- Ana María Aguirre - Virginia de Vásquez
- Monika Sanchez - Martha
- Alfredo Adame - Carlos Augusto
- Carlos Rotzinger - Adolfo Montemayor
- Emma Teresa Armendariz - Natalia
- Ana Luisa Peluffo - Catalina Vda .de Díaz-Infante
- Jairo Gómez - Pepito
- Alejandro Ávila - Tomás (jovem)
- Andrea García - Lucrecia (jovem)
- Fernanda Ruizos - Cassandra (jovem)
- Jorge Poza - Humberto
- José Guadalupe Esparza - Lupe
- Samuel Gallegos - El Salamandra
- Anaís - Silvia
- Alicia del Lago - María Jacinta Gómez
- Roxana Castellanos - Elizabeth
- Bobby Larios - Sebastian Dominguez

## Prêmios e indicações

### Prêmio TVyNovelas 1997
| Categoria               | Indicado(a)     | Resultado |
| ----------------------- | --------------- | --------- |
| Melhor atriz antagônica | Itatí Cantoral  | Indicado  |
| Revelação feminina      | Lisette Morelos | Indicado  |